# Eretza
Eretza är ett berg i Spanien.   Det ligger i provinsen Bizkaia och regionen Baskien, i den norra delen av landet, 300 km norr om huvudstaden Madrid. Toppen på Eretza är 887 meter över havet, eller 635 meter över den omgivande terrängen. Bredden vid basen är 11,5 km. Eretza ingår i Grumeran.
Terrängen runt Eretza är huvudsakligen kuperad.Runt Eretza är det ganska glesbefolkat, med 25 invånare per kvadratkilometer. Närmaste större samhälle är Bilbao, 10,9 km öster om Eretza. I omgivningarna runt Eretza växer i huvudsak blandskog.